# 프렌치메리골드
드 또는 만수국은 국화과의 한해살이풀이다. 관상용으로 재. 많은 이 있다. 꽃말은 반드시 오고야 말 행복이다.